# 広山和比古
広山 和比古（ひろやま かずひこ、4月12日 - ）は、日本の男性声優。神奈川県出身。アールグルッペ所属。以前はウイットプロモーションに所属していた。過去、芸名は旧字体表記の廣山 和比古を使用していた。

## 出演

### 吹き替え

#### ドラマ
- クリミナル・マインド9 FBI行動分析課
- THE GOOD COP/グッド・コップ（英語版）
- 12モンキーズ シーズン2
- ナイトフォール -悲運の騎士団-（英語版） シーズン2
- ネイルサロン・パリス 〜恋はゆび先から〜
- ハンナ ～殺人兵器になった少女～（ジョーンズ隊員）
- 百年の花嫁（英語版）
- フルハウスTAKE2（ペ・ゴドン〈イ・スンヒョ〉）※レギュラー
- マスター・オブ・ゼロ シーズン2

#### ドキュメンタリー
- Cooked: 人間は料理をする（英語版）
- 世界の麻薬王: その光と闇（英語版）「ルーカス: NYの麻薬王」（ロバーツ（英語版）、スピアマン/ラシター）
- ボクらを作ったオモチャたち（英語版）
  - 「スター・ウォーズ」
  - 「バービー」
  - 「マスターズ・オブ・ユニバース」（トム・カリンスク）
  - 「G.I.ジョー」（マーク）
  - 「スター・トレック」（ロッド・ロッデンベリー）
  - 「トランスフォーマー」（ボブ・バディアンスキー）
  - 「レゴ」
  - 「ハローキティ」（クリス・バーン）

### テレビアニメ
- スマイルプリキュア!（野球部員）

### ゲーム
- イリスのアトリエ エターナルマナ（ラプラス）

### ドラマ
- DRAMA COMPLEX 保育士探偵危機100発!

### CM
- 野村證券

### ボイスオーバー
- 月曜から夜ふかし
- 世界一受けたい授業